# Lliga de Campions de l'EHF femenina
|  | Aquest article és sobre la competició femenina. Per a la competició masculina, vegeu Lliga de Campions de l'EHF masculina |

La Lliga de Campions femenina de l'EHF (oficialment en anglès: Women's EHF Champions League) és una competició de clubs d'handbol femenins europeus, considerada la més important del continent. Creada la temporada 1960-61 com a Copa d'Europa d'hanbdol femenina, se celebra anualment i està organitzada Federació Internacional d'Handbol. Des de l'any 1993 rep la seva denominació actual. Hi participen els equips campions i subcampions de les lligues europees, fins a un límit de dos equips per país. Dividits en vuit grups, disputen una primera fase en format lligueta a doble volta, classificant-se els dos primers de cada grup. Els setze classificats disputen la segona fase en format d'eliminatòries a doble partit. Des de la temporada 2009-10, els quatre semifinalistes disputen una final four en una seu neutral que determina el campió de la competició. Durant els darrers anys, la seu de la final és celebra a Budapest, essent el László Papp Sportaréna la primera seu entre 2014 i 2021, i des del 2022 el MVM Dome.
Històricament, la competició ha estat dominada per equips soviètics i de l'Europa de l'Est, destacant l'Spartak Kiev amb tretze títols entre 1970 i 1988, dominador absolut del torneig. Tanmateix, l'equip soviètic no participà a les edicions de 1976, 1978, 1980, 1984. Aquest domini absolut s'allargà durant tres dècades. A finals de la dècada de 1980, destaca la irrupció el club austríac Hypo Niederösterreich que guanyà vuit finals de dotze disputades entre 1987 i 2000, i durant la dècada del 2010, el Győri ETO KC hongarès, com a nou club dominador, guanyant sis títols de deu finals disputades. El Balonmano Mar Sagunto, aleshores anomenat BM Mar Valencia-Osito L’Eliana, guanyà la competició la temporada 1996-97, essent l'únic equip de l'Estat espanyol en aconseguir-ho. i es proclamà dues vegades subcampió (1997-98, 2002-03). L'Itxako Kirol Elkartea de Navarra és l'altre equip de l'estat espanyol que ha aconseguit el subcampionat (2010-11).

## Historial
| En negreta = Equip guanyador (1) = Nombre de títols 1-1 = Marcador campió-subcampió (prò.) = Pròrroga (p.) = Penals Nota: Noms dels equips segons l'època |

| Edició                                                                            | Temp.                                                                             | Data                                                                              | Campió                                                                            | Resultat                                                                          | Subcampió                                                                         | Seu                                                                               | refs                    |
| Copa d'Europa d'handbol                                                           | Copa d'Europa d'handbol                                                           | Copa d'Europa d'handbol                                                           | Copa d'Europa d'handbol                                                           | Copa d'Europa d'handbol                                                           | Copa d'Europa d'handbol                                                           | Copa d'Europa d'handbol                                                           | Copa d'Europa d'handbol |
| --------------------------------------------------------------------------------- | --------------------------------------------------------------------------------- | --------------------------------------------------------------------------------- | --------------------------------------------------------------------------------- | --------------------------------------------------------------------------------- | --------------------------------------------------------------------------------- | --------------------------------------------------------------------------------- | ----------------------- |
| I                                                                                 | 1960-61                                                                           | N/D                                                                               | Știința Bucarest (1)                                                              | 8-1 / 4-5                                                                         | DHC Slavia Praga                                                                  | Praga                                                                             |                         |
| II                                                                                | 1961-62                                                                           | N/D                                                                               | Sparta Praga HC (1)                                                               | 3-2 / 9-4                                                                         | OFK Belgrad                                                                       | N/D                                                                               |                         |
| III                                                                               | 1962-63                                                                           | 14-04-1963                                                                        | Trud Moscou (1)                                                                   | 11-8                                                                              | Frederiksberg IF                                                                  | Praga                                                                             |                         |
| IV                                                                                | 1963-64                                                                           | 04-04-1964                                                                        | Rapid Bucarest (1)                                                                | 14-13                                                                             | Helsingør IF                                                                      | Bratislava                                                                        |                         |
| V                                                                                 | 1964-65                                                                           | N/D                                                                               | HG Copenhaguen (1)                                                                | 14-6 / 7-10                                                                       | Budapest Spartacus                                                                | N/D                                                                               |                         |
| VI                                                                                | 1965-66                                                                           | N/D                                                                               | SC Leipzig (1)                                                                    | 6-7 / 10-5                                                                        | HG Copenhaguen                                                                    | N/D                                                                               |                         |
| VII                                                                               | 1966-67                                                                           | 02-04-1967                                                                        | Žalgiris Kaunas (1)                                                               | 8-7                                                                               | SC Leipzig                                                                        | Bratislava                                                                        |                         |
| VIII                                                                              | 1967-68                                                                           | 31-03-1968                                                                        | Žalgiris Kaunas (2)                                                               | 13-11                                                                             | SC Empor Rostock                                                                  | Bratislava                                                                        |                         |
| no es disputà la temporada 1968-69 degut a la invasió soviètica de Txecoslovàquia | no es disputà la temporada 1968-69 degut a la invasió soviètica de Txecoslovàquia | no es disputà la temporada 1968-69 degut a la invasió soviètica de Txecoslovàquia | no es disputà la temporada 1968-69 degut a la invasió soviètica de Txecoslovàquia | no es disputà la temporada 1968-69 degut a la invasió soviètica de Txecoslovàquia | no es disputà la temporada 1968-69 degut a la invasió soviètica de Txecoslovàquia | no es disputà la temporada 1968-69 degut a la invasió soviètica de Txecoslovàquia | [ 3 ]                   |
| IX                                                                                | 1969-70                                                                           | 04-04-1970                                                                        | Spartak Kiev (1)                                                                  | 9-7                                                                               | SC Leipzig                                                                        | Bratislava                                                                        |                         |
| X                                                                                 | 1970-71                                                                           | 04-04-1971                                                                        | Spartak Kiev (2)                                                                  | 11-9                                                                              | Ferencváros Budapest                                                              | Bratislava                                                                        |                         |
| XI                                                                                | 1971-72                                                                           | 30-04-1972                                                                        | Spartak Kiev (3)                                                                  | 12-8                                                                              | SC Leipzig                                                                        | Bratislava                                                                        | [ 4 ]                   |
| XII                                                                               | 1972-73                                                                           | 02-04-1973                                                                        | Spartak Kiev (4)                                                                  | 17-8                                                                              | Universitatea Timișoara                                                           | Bratislava                                                                        |                         |
| XIII                                                                              | 1973-74                                                                           | 06-04-1974                                                                        | SC Leipzig (2)                                                                    | 12-10                                                                             | Spartak Kiev                                                                      | Opole                                                                             | [ 5 ]                   |
| XIV                                                                               | 1974-75                                                                           | 06-04-1975                                                                        | Spartak Kiev (5)                                                                  | 14-10                                                                             | RK Lokomotiva Zagreb                                                              | Dom Sportova, Zagreb                                                              | [ 6 ]                   |
| XV                                                                                | 1975-76                                                                           | 04-04-1976                                                                        | ŽRK Radnički Belgrad (1)                                                          | 22-12                                                                             | Mora Swift Roermond                                                               | Belgrad                                                                           | [ 7 ]                   |
| XVI                                                                               | 1976-77                                                                           | 30-04-1977                                                                        | Spartak Kiev (6)                                                                  | 15-7                                                                              | SC Leipzig                                                                        | Kíiv                                                                              | [ 8 ]                   |
| XVII                                                                              | 1977-78                                                                           | 16-04-1978                                                                        | TSC Berlin (1)                                                                    | 19-14                                                                             | Vasas Budapest                                                                    | Werner-Seelenbinder-Halle, Berlín                                                 | [ 9 ]                   |
| XVIII                                                                             | 1978-79                                                                           | N/D                                                                               | Spartak Kiev (7)                                                                  | 17-13 / 14-9                                                                      | Vasas Budapest                                                                    | Budapest / Kíiv                                                                   | [ 10 ]                  |
| XIX                                                                               | 1979-80                                                                           | N/D                                                                               | ŽRK Radnički Belgrad (2)                                                          | 23-10 / 19-23                                                                     | TJ Inter Slovnaft Bratislava                                                      | Belgrad / Bratislava                                                              | [ 11 ]                  |
| XX                                                                                | 1980-81                                                                           | N/D                                                                               | Spartak Kiev (8)                                                                  | 22-13 / 13-17                                                                     | ŽRK Radnički Belgrad                                                              | Kíiv / Belgrad                                                                    | [ 12 ]                  |
| XXI                                                                               | 1981-82                                                                           | N/D                                                                               | Vasas Budapest (1)                                                                | 22-19 / 29-19                                                                     | ŽRK Radnički Belgrad                                                              | Belgrad / Budapest                                                                | [ 13 ]                  |
| XXII                                                                              | 1982-83                                                                           | N/D                                                                               | Spartak Kiev (9)                                                                  | 23-19 / 25-17                                                                     | ŽRK Radnički Belgrad                                                              | Belgrad / Kíiv                                                                    | [ 14 ]                  |
| XXIII                                                                             | 1983-84                                                                           | N/D                                                                               | ŽRK Radnički Belgrad (3)                                                          | 22-16 / 19-20                                                                     | TSV Bayer 04 Leverkusen                                                           | Belgrad / Leverkusen                                                              | [ 15 ]                  |
| XXIV                                                                              | 1984-85                                                                           | N/D                                                                               | Spartak Kiev (10)                                                                 | 23-16 / 15-18                                                                     | ŽRK Radnički Belgrad                                                              | Kíiv / Belgrad                                                                    | [ 16 ]                  |
| XXV                                                                               | 1985-86                                                                           | N/D                                                                               | Spartak Kiev (11)                                                                 | 29-23 / 22-23                                                                     | Știința Bacău                                                                     | Kíiv / Bacău                                                                      | [ 17 ]                  |
| XXVI                                                                              | 1986-87                                                                           | N/D                                                                               | Spartak Kiev (12)                                                                 | 25-17 / 20-25                                                                     | Hypo Niederösterreich                                                             | Kíiv / Maria Enzersdorf                                                           | [ 18 ]                  |
| XXVII                                                                             | 1987-88                                                                           | N/D                                                                               | Spartak Kiev (13)                                                                 | 16-14 / 17-17                                                                     | Hypo Niederösterreich                                                             | Kíiv / Maria Enzersdorf                                                           | [ 19 ]                  |
| XXVIII                                                                            | 1988-89                                                                           | N/D                                                                               | Hypo Niederösterreich (1)                                                         | 14-16 / 21-19                                                                     | Spartak Kiev                                                                      | Kíiv / Maria Enzersdorf                                                           |                         |
| XXIX                                                                              | 1989-90                                                                           | N/D                                                                               | Hypo Niederösterreich (2)                                                         | 24-29 / 30-26                                                                     | Kouban Krasnodar                                                                  | Krasnodar / Maria Enzersdorf                                                      |                         |
| XXX                                                                               | 1990-91                                                                           | N/D                                                                               | TV Lützellinden (1)                                                               | 21-15 / 25-22                                                                     | Hypo Niederösterreich                                                             | Lützellinden / Maria Enzersdorf                                                   |                         |
| XXXI                                                                              | 1991-92                                                                           | N/D                                                                               | Hypo Niederösterreich (3)                                                         | 15-14 / 18-19                                                                     | TV Lützellinden                                                                   | Maria Enzersdorf / Lützellinden                                                   |                         |
| XXXII                                                                             | 1992-93                                                                           | N/D                                                                               | Hypo Niederösterreich (4)                                                         | 17-14 / 11-23                                                                     | Vasas Budapest                                                                    | Maria Enzersdorf / Budapest                                                       |                         |
| Lliga de Campions de l'EHF                                                        |                                                                                   |                                                                                   |                                                                                   |                                                                                   |                                                                                   |                                                                                   |                         |
| XXXIII                                                                            | 1993-94                                                                           | N/D                                                                               | Hypo Niederösterreich (5)                                                         | 18-20 / 25-21                                                                     | Vasas Budapest                                                                    | Budapest / Maria Enzersdorf                                                       |                         |
| XXXIV                                                                             | 1994-95                                                                           | N/D                                                                               | Hypo Niederösterreich (6)                                                         | 17-14 / 19-26                                                                     | ŽRK Podravka Koprivnica                                                           | Maria Enzersdorf / Koprivnica                                                     |                         |
| XXXV                                                                              | 1995-96                                                                           | N/D                                                                               | ŽRK Podravka Koprivnica (1)                                                       | 17-13 / 20-25                                                                     | Hypo Niederösterreich                                                             | Koprivnica / Maria Enzersdorf                                                     |                         |
| XXXVI                                                                             | 1996-97                                                                           | N/D                                                                               | CB Mar El Osito L'Eliana (1)                                                      | 35-26 / 23-24                                                                     | Viborg HK                                                                         | Sagunt / Viborg                                                                   | [ 2 ]                   |
| XXXVII                                                                            | 1997-98                                                                           | N/D                                                                               | Hypo Niederösterreich (7)                                                         | 28-21 / 26-28                                                                     | CB Mar El Osito L'Eliana                                                          | Maria Enzersdorf / Sagunt                                                         |                         |
| XXXVIII                                                                           | 1998-99                                                                           | N/D                                                                               | Dunaferr NK (1)                                                                   | 25-23 / 26-26                                                                     | Krim Ljubljana                                                                    | Dunaújváros / Ljubljana                                                           |                         |
| XXXIX                                                                             | 1999-00                                                                           | N/D                                                                               | Hypo Niederösterreich (8)                                                         | 32-23 / 22-20                                                                     | Kometal GP Skopje                                                                 | Maria Enzersdorf / Skopje                                                         |                         |
| XL                                                                                | 2000-01                                                                           | N/D                                                                               | Krim Ljubljana (1)                                                                | 30-22 / 25-19                                                                     | Viborg HK                                                                         | Viborg / Ljubljana                                                                |                         |
| XLI                                                                               | 2001-02                                                                           | N/D                                                                               | Kometal GP Skopje (1)                                                             | 27-25 / 26-22                                                                     | Ferencváros TC                                                                    | N/D                                                                               |                         |
| XLII                                                                              | 2002-03                                                                           | N/D                                                                               | Krim Ljubljana (2)                                                                | 30-27 / 36-28                                                                     | CB Mar El Osito L'Eliana                                                          | N/D                                                                               | [ 20 ]                  |
| XLIII                                                                             | 2003-04                                                                           | N/D                                                                               | Slagelse DT (1)                                                                   | 25-24 / 32-36                                                                     | Krim Ljubljana                                                                    | N/D                                                                               |                         |
| XLIV                                                                              | 2004-05                                                                           | N/D                                                                               | Slagelse DT (2)                                                                   | 27-23 / 20-27                                                                     | Kometal GP Skopje                                                                 | N/D                                                                               |                         |
| XLV                                                                               | 2005-06                                                                           | N/D                                                                               | Viborg HK (1)                                                                     | 22-24 / 20-21                                                                     | Krim Ljubljana                                                                    | N/D                                                                               |                         |
| XLVI                                                                              | 2006-07                                                                           | N/D                                                                               | Slagelse DT (3)                                                                   | 29-29 / 32-24                                                                     | HC Lada Togliatti                                                                 | N/D                                                                               |                         |
| XLVII                                                                             | 2007-08                                                                           | N/D                                                                               | Zvezda Zvenigorod (1)                                                             | 25-24 / 29-31                                                                     | Hypo Niederösterreich                                                             | Viena / Zvenígorod                                                                |                         |
| XLVIII                                                                            | 2008-09                                                                           | N/D                                                                               | Viborg HK (2)                                                                     | 24-26 / 23-26                                                                     | Győri ETO KC                                                                      | Aalborg / Veszprém                                                                |                         |
| XLIX                                                                              | 2009-10                                                                           | N/D                                                                               | Viborg HK (3)                                                                     | 28-21 / 31-32                                                                     | Oltchim Râmnicu Vâlcea                                                            | Viborg / Râmnicu Vâlcea                                                           |                         |
| L                                                                                 | 2010-11                                                                           | N/D                                                                               | Larvik HK (1)                                                                     | 23-21 / 25-24                                                                     | SD Itxako                                                                         | Larvik / Pamplona                                                                 | [ 21 ]                  |
| LI                                                                                | 2011-12                                                                           | N/D                                                                               | ŽRK Budućnost (1)                                                                 | 29-27 / 27-25                                                                     | Győri ETO KC                                                                      | Győr / Podgorica                                                                  |                         |
| LII                                                                               | 2012-13                                                                           | N/D                                                                               | Győri ETO KC (1)                                                                  | 21-24 / 23-22                                                                     | Larvik HK                                                                         | Larvik / Veszprém                                                                 |                         |
| LIII                                                                              | 2013-14                                                                           | 04-05-2014                                                                        | Győri ETO KC (2)                                                                  | 27-21                                                                             | ŽRK Budućnost                                                                     | László Papp Sportaréna, Budapest                                                  |                         |
| LIV                                                                               | 2014-15                                                                           | 14-04-2015                                                                        | ŽRK Budućnost (2)                                                                 | 26-22                                                                             | Larvik HK                                                                         | László Papp Sportaréna, Budapest                                                  |                         |
| LV                                                                                | 2015-16                                                                           | 08-05-2016                                                                        | CSM Bucarest (1)                                                                  | 29-26 (prò.)                                                                      | Győri ETO KC                                                                      | László Papp Sportaréna, Budapest                                                  |                         |
| LVI                                                                               | 2016-17                                                                           | 07-05-2017                                                                        | Győri ETO KC (3)                                                                  | 31-30 (prò.)                                                                      | ŽRK Vardar                                                                        | László Papp Sportaréna, Budapest                                                  |                         |
| LVII                                                                              | 2017-18                                                                           | 13-05-2018                                                                        | Győri ETO KC (4)                                                                  | 27-26 (prò.)                                                                      | ŽRK Vardar                                                                        | László Papp Sportaréna, Budapest                                                  |                         |
| LVIII                                                                             | 2018-19                                                                           | 12-05-2019                                                                        | Győri ETO KC (5)                                                                  | 25-24                                                                             | Rostov-Don                                                                        | László Papp Sportaréna, Budapest                                                  |                         |
| LIX                                                                               | 2019-20                                                                           | Edició cancel·lada pel risc públic de contagi del COVID-19                        | Edició cancel·lada pel risc públic de contagi del COVID-19                        | Edició cancel·lada pel risc públic de contagi del COVID-19                        | Edició cancel·lada pel risc públic de contagi del COVID-19                        | Edició cancel·lada pel risc públic de contagi del COVID-19                        | [ 22 ]                  |
| LX                                                                                | 2020-21                                                                           | 30-05-2021                                                                        | Vipers Kristiansand (1)                                                           | 34-28                                                                             | Brest Bretagne Handball                                                           | László Papp Sportaréna, Budapest                                                  |                         |
| LXI                                                                               | 2021-22                                                                           | 05-06-2022                                                                        | Vipers Kristiansand (2)                                                           | 33-31                                                                             | Győri ETO KC                                                                      | MVM Dome, Budapest                                                                |                         |
| LXII                                                                              | 2022-23                                                                           | 04-06-2023                                                                        | Vipers Kristiansand (3)                                                           | 28-24                                                                             | FTC-Rail Cargo Hungaria                                                           | MVM Dome, Budapest                                                                | [ 23 ]                  |
| LXIII                                                                             | 2023-24                                                                           | 02-06-2024                                                                        | Győri ETO KC (6)                                                                  | 30-24                                                                             | SG BBM Bietigheim                                                                 | MVM Dome, Budapest                                                                | [ 24 ]                  |

## Palmarès
| Equip                 | Campió | Subcampió | Finals | Anys campió | Anys subcampió                              |
| --------------------- | ------ | --------- | ------ | --- | ------------------------------------------- |
| Spartak Kiev          | 13     | 2         | 15     | 1969-70, 1970-71, 1971-72, 1972-73, 1974-75, 1976-77, 1978-79, 1980-81, 1982-83, 1984-85, 1985-86, 1986-87, 1987-88 | 1973-74, 1988-89                            |
| Hypo Niederösterreich | 8      | 5         | 13     | 1988-89, 1989-90, 1991-92, 1992-93, 1993-94, 1994-95, 1997-98, 1999-00                                              | 1986-87, 1987-88, 1990-91, 1995-96, 2007-08 |
| Győri ETO KC          | 6      | 4         | 10     | 2012-13, 2013-14, 2016-17, 2017-18, 2018-19, 2023-24                                                                | 2008-09, 2011-12, 2015-16, 2021-22          |
| ŽRK Radnički Belgrad  | 3      | 4         | 7      | 1975-76, 1979-80, 1983-84                                                                                           | 1980-81, 1981-82, 1982-83, 1984-85          |
| Viborg Håndbold Klub  | 3      | 2         | 5      | 2005-06, 2008-09, 2009-10                                                                                           | 1996-97, 2000-01                            |
| Slagelse Dream Team   | 3      | 0         | 3      | 2003-04, 2004-05, 2006-07                                                                                           | —                                           |
| Vipers Kristiansand   | 3      | 0         | 3      | 2020-21, 2021-22, 2022-23                                                                                           | —                                           |
| Krim Ljubljana        | 2      | 3         | 5      | 2000-01, 2002-03 | 1998-99, 2003-04, 2005-06                   |
| ŽRK Budućnost         | 2      | 1         | 3      | 2011-12, 2014-15 | 2013-14                                     |